# Heteromastus filobranchus
Heteromastus filobranchus är en ringmaskart som beskrevs av Miles Joseph Berkeley 1932. Heteromastus filobranchus ingår i släktet Heteromastus och familjen Capitellidae. Inga underarter finns listade i Catalogue of Life.